# Aleks Pihler
Aleks Pihler, slovenski nogometaš, * 15. januar 1994, Ptuj.
Pihler je v prvi slovenski ligi debitiral leta 2012 pri Domžalah, krajši čas igral za Triglav Kranj in Zavrč, od leta 2016 pa je bil član Maribora do prestopa v Borac Banja Luka leta 2024.
14. novembra 2016 je debitiral v slovenski reprezentanci na prijateljski tekmi proti Poljski v Vroclavu.